# البائیت
البائیت (به انگلیسی: Elbaite) با فرمول شیمیایی a(LiAl)3Al6[(OH)4-(BO3)3-Si6O18] از مجموعه کانی هاست و از واژه ایتالیایی الب اخذ شده‌است در اسیدها نامحلول است. ترکیب شیمیایی بسیار متغیر با انکلوزیون‌های مهمFe۳+, Mn , Ca و گاه حتی Cr , Ti , V , Li و غیره آبی تا آبی تیره(ایدنیگتونیت)-قرمز تا قرمز روشن (وردلیت) و چند رنگی رنگ اثر خط:سفید برای اولین بار در ایتالیا کشف شد و از نظر شکل بلور: خورشید تورمالین - منشوری - آسیکولار، رنگ: متغیر-گاهی بی رنگ-گاهی به شدت تیره تا سیاه (آکروئیت)-صورتی تا قرمز تیره (روبلیت)-، شفافیت: شفاف - نیمه کدر، شکستگی: صدفی - نامنظم، جلا: شیشه ای، رخ: ناکامل - مطابق با سطح، سیستم تبلور: رمبوئدریک و در رده‌بندی سیلیکات است همچنین خاصیت مغناطیسی ندارد و منشأ تشکیل آن ماگمائی - پگماتیتی - دگرگونی - رگه‌های تیپ آلپی است.
همایند کانی‌شناسی (پارانژ) آن مشابه تورمالینآمفیبول-آکتینوت-ریه بکیت-بریل -آندالوزیت- ارتوز- آپاتیت- کوارتز- بریل- توپاز است
، از نظر ژیزمان بلوری - آگرگات متراکم - شعاعی - رشته‌ای کمیاب ; ایتالیا، چک و اسلواکی، روسیه، آمریکا، برزیل، ماداگاسکار و موزامبیک یافت می‌شود.